# Julie Andrews
Julia Elizabeth Wells (Walton-on-Thames, Surrey, Inglaterra, 1 de octubre de 1935), conocida con el nombre de Julie Andrews, es una actriz, cantante y escritora británica. Debutó en 1945, a los diez años de edad con actuaciones para entretener a las tropas británicas durante la Segunda Guerra Mundial, en 1948 en el teatro del West End de Londres y en 1954 consiguió dar el salto a Broadway con la obra The Boy Friend. En el cine, debutó como Mary Poppins en la película de Disney de 1964, Mary Poppins.
Es reconocida como una de las últimas leyendas sobrevivientes de la era dorada de Hollywood hasta la fecha y reconocida especialmente por sus papeles en películas como: The Sound of Music (1965), The Tamarind Seed (1974), Victor Victoria (1982), The Princess Diaries (2001) y The Princess Diaries 2: Royal Engagement (2004). Además, por dar voz a la reina Lillian en la franquicia de Shrek (2004-2010) y a Marlena, la madre de Felonious Gru, en Despicable Me (2010-2022). Su papel más reciente, ha sido la narradora Lady Whistledown en la serie de televisión Bridgerton (2020-2024).
Candidata en dos ocasiones al Premio Óscar y ganadora en 1965 por su participación en la película Mary Poppins, como Mary Poppins.  De igual manera, se ha hecho con otros premios importantes de la industria del teatro, el cine y la televisión, entre ellos un Premio BAFTA, dos Premios Emmy, tres Premios Grammy y seis Premios Globo de Oro. En 1991, le fue otorgado el honorífico Disney Legends. En 2007 recibió el Premio de Honor del Sindicato de Actores. También, recibió el título de «Dama» comendadora de la Excelentísima Orden del Imperio Británico en 2000 por parte de la reina Isabel II del Reino Unido y el premio honorífico del Kennedy Center Honors en 2001.
El 2 de septiembre de 2019, recibió el León de Oro a la trayectoria junto a Pedro Almodovar. En 2022, recibió el premio honorífico del American Film Institute, a toda una trayectoria. Además, posee una estrella en el paseo de la fama de Hollywood, concretamente en el 6901 de Hollywood Blvd.

## Biografía
De nombre de nacimiento, Julie Elizabeth Wells, nació en Walton-on-Thames, en el condado de Surrey, del matrimonio entre un maestro, Edward Charles "Ted" Wells (1908–1990), y una pianista, Barbara Ward Wells (1910–1984). Más tarde los padres de Julie se divorciaron y su madre se volvió a casar con un actor, Ted Andrews, y a la pequeña Julie le cambiaron el apellido de Wells a Andrews. Ya desde muy joven, la pequeña Julie dio muestra de su talento y de una gran voz, llegando a tener un rango vocal de entre la cuarta y la quinta octava, por lo que sus padres hicieron que recibiera clases de canto para que desarrollara sus habilidades vocales.
Cuando la situación económica mejoró en su casa, al terminar la Segunda Guerra Mundial, su padrastro, la envió a la escuela de educación artística independiente Cone-Ripman School y posteriormente con la concertista de soprano e instructora de canto Madame Lilian Stiles-Allen.  Después de la escuela Cone-Ripman, Andrews continuó su educación académica en la cercana escuela Woodbrook, una escuela estatal local en Beckenham.
Sus primeras actuaciones tuvieron lugar durante la Segunda Guerra Mundial, entreteniendo a las tropas británicas por todo el Reino Unido junto a la también joven artista Petula Clark. Su primer contacto con la industria del espectáculo se dio con sus padres en un espectáculo de vodevil.

## Carrera

### 1947–1953: Inicios
Su primera interpretación en el teatro fue en el London Hippodrome de Londres, en 1947, con la obra Starlight roof, posteriormente con una versión de Cinderella. El 1 de noviembre de 1948, Andrews, de trece años, se convirtió en el intérprete solista más joven jamás visto en una actuación en el Royal Variety ante el rey Jorge VI y la reina Isabel en el London Palladium. Andrews actuó junto al cantante Danny Kaye, los bailarines Nicholas Brothers y el equipo de comedia George y Bert Bernard.
Posteriormente, Andrews siguió a sus padres en la radio y la televisión. Actuó en interludios musicales del programa de comedia Up the Pole de la BBC Light Program y fue miembro del elenco de Educating Archie, desde 1950 a 1952. Según se informa, hizo su debut televisivo en el programa de la BBC RadiOlympia Showtime el 8 de octubre de 1949. Andrews apareció en el teatro del West End en el Casino de Londres, donde interpretó un año a la princesa Badroulbadour en Aladdin y el huevo en Humpty Dumpty. En 1952, prestó su voz a la princesa Zeila en el doblaje al inglés de la película animada italiana La Rosa di Bagdad, en su primera película y su primera incursión en el trabajo de doblaje.

### 1954–1962: Debut en Broadway y primeros éxitos
Su debut en Estados Unidos se produjo en 1954, en la producción de Broadway The Boy friend. La actriz Hattie Jacques, a quien Andrews considera una "mecenas" de su carrera, recomendó a Andrews al director Vida Hope para el papel. Eve Benda reconoció su talento especial y vaticinó su estrellato. Andrews estaba ansiosa por mudarse a Nueva York; en ese momento, ella era a la vez el sostén y la cuidadora de la familia, pero asumió ese papel gracias al apoyo de su padre.
En 1956, los compositores Frederick Loewe y Alan Jay Lerner contratan a Andrews para que protagonizara, junto a Rex Harrison, la obra de teatro My fair lady, basada en la obra Pygmalion de George Bernard Shaw. Esta obra fue un éxito tanto de taquilla como de público, y años después fue llevada al cine, esta vez protagonizada por Audrey Hepburn.

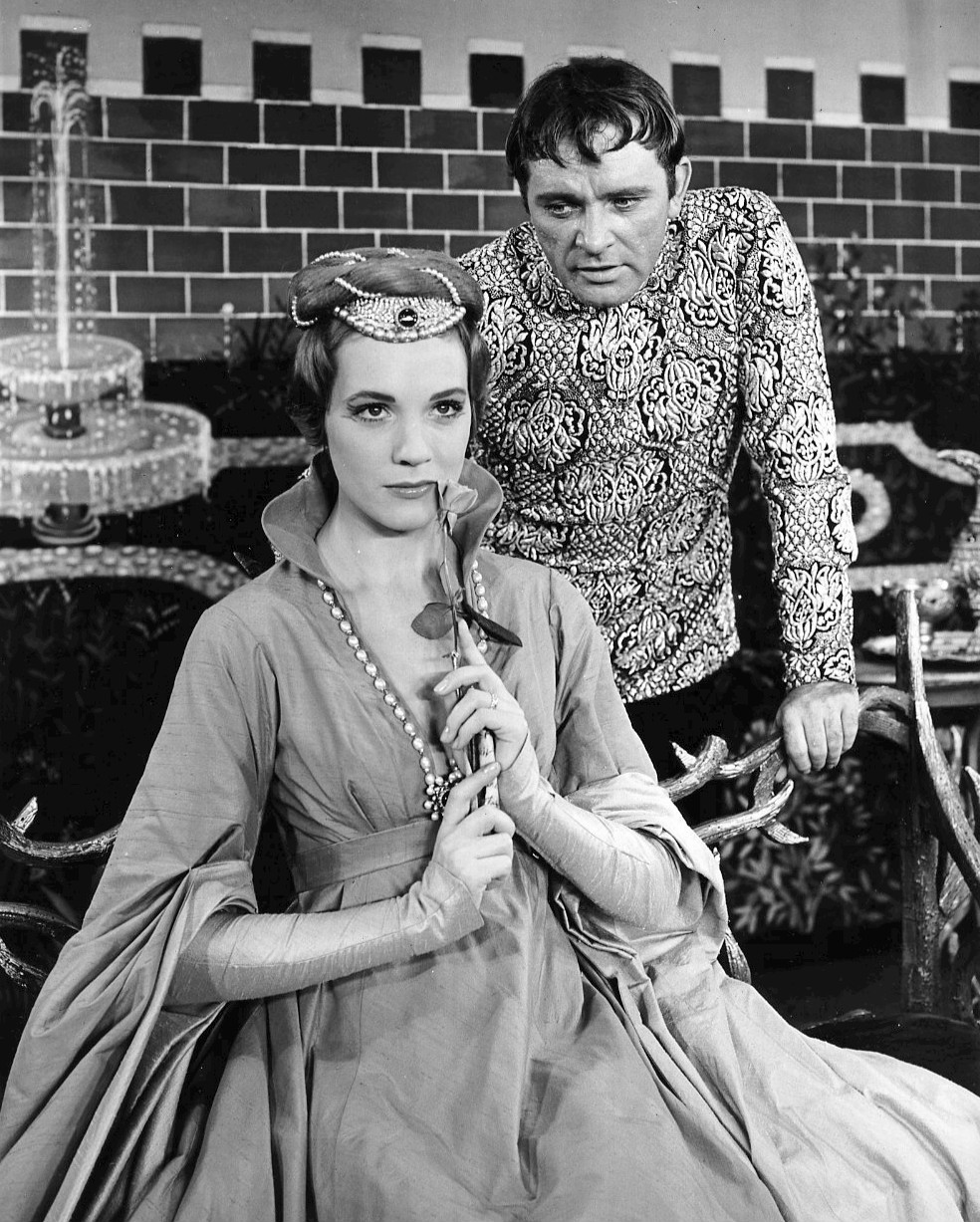
Andrews juto a Richard Burton en el musical Camelot

En 1961, los mismos productores vuelven a contratar a Julie Andrews para que protagonizara su nueva obra teatral. Esta vez se trata de una adaptación de la leyenda del Rey Arturo, a la que llaman Camelot. La representación vuelve a ser un éxito y empieza a dar fama a la actriz dentro del mundo artístico.
Entre 1956 y 1962, Andrews fue estrella invitada en The Ed Sullivan Show (15 de julio de 1956) y también apareció en The Dinah Shore Chevy Show, ¿Cuál es mi línea?, El programa de Jack Benny, La hora del timbre y El show de Garry Moore. En junio de 1962, Andrews coprotagonizó Julie and Carol at Carnegie Hall, un especial de CBS con Carol Burnett.

### 1964–1982:Mary Poppinsy reconocimiento

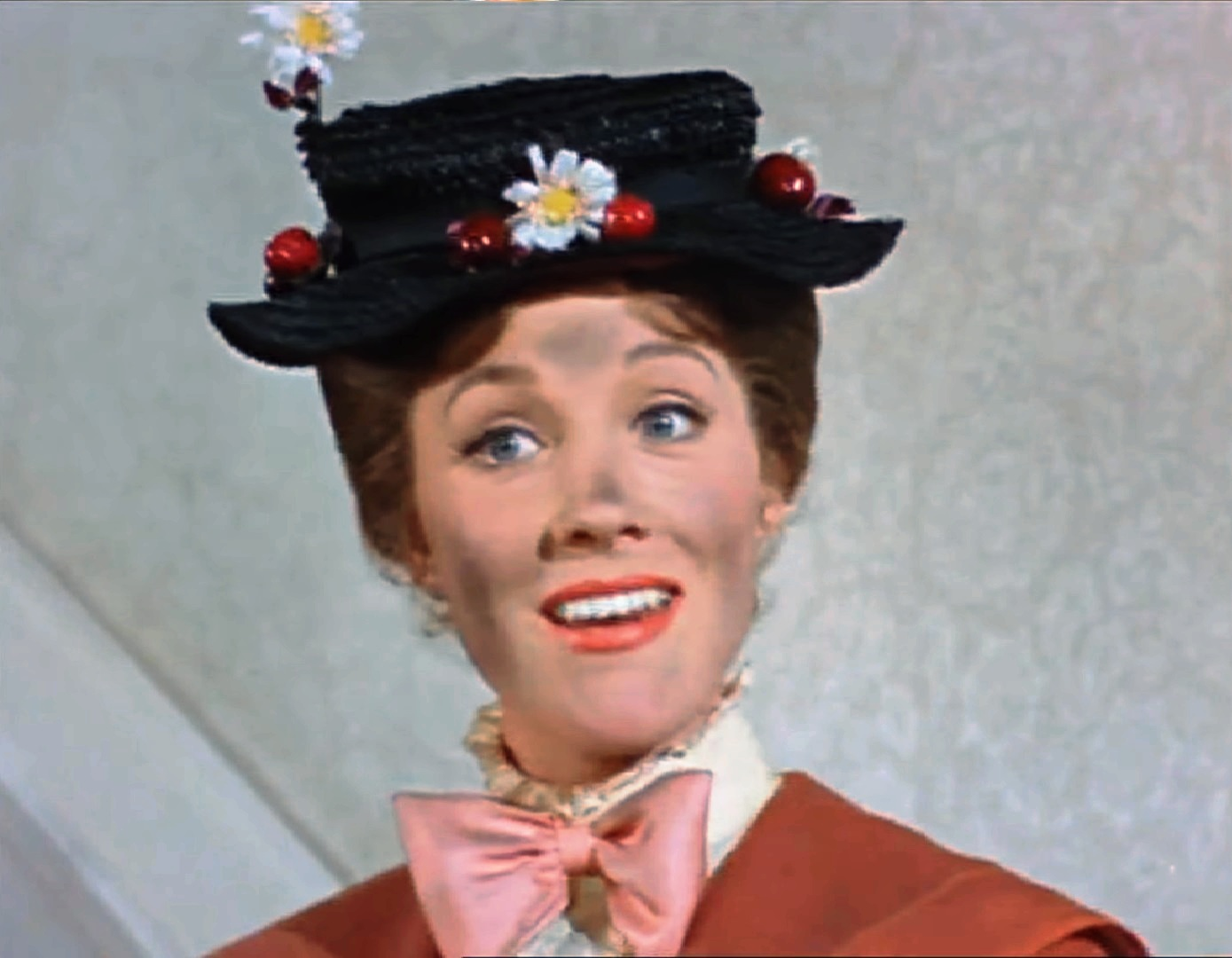
Julie Andrews en Mary Poppins (1964).

Después de perder el papel en la versión cinematográfica de My fair lady, Julie Andrews consigue el papel protagonista en una de las películas que con el tiempo se convertiría en un clásico de Disney: Mary Poppins. Por su papel en esta película, en la que interpreta a una niñera muy especial cuyo trabajo es educar a los dos hijos de un matrimonio londinense, la actriz ganó el Óscar a la mejor actriz y el Globo de Oro a la mejor actriz de comedia o musical, y junto a los otros protagonistas de la película, el Grammy al mejor álbum para niños en 1965. No es menor el recuerdo de Andrews en la película La americanización de Emily.
Al año siguiente, la actriz volvió a ser candidata al Óscar a la mejor actriz, esta vez por su interpretación de una novicia convertida en institutriz en la película The Sound of Music —conocida en América Latina como La novicia rebelde y en España como Sonrisas y lágrimas—, film que relata las andanzas de una familia austriaca en la Alemania Nazi. Ese año el premio se lo llevó Julie Christie por su papel en Darling. Pero esta película fue la que la elevó al estrellato dentro de Hollywood. Muestra de ello es que en los dos años siguientes protagonizó Hawái, junto a Max von Sydow; la película de Alfred Hitchcock Cortina rasgada, junto a Paul Newman; y Millie, una chica moderna, junto a Mary Tyler Moore y Carol Channing.

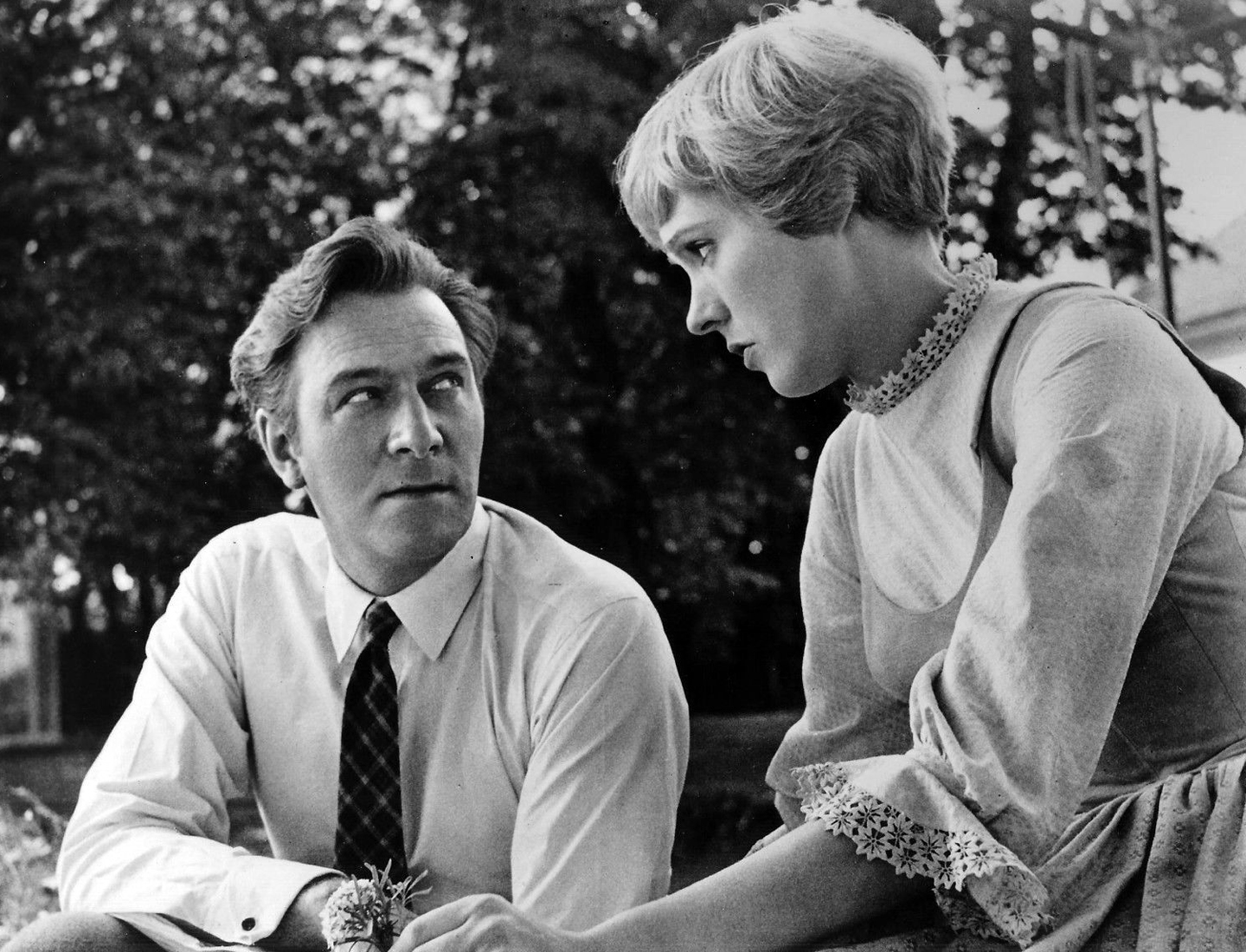
Andrews junto a Christopher Plummer en The Sound of Music (1965)

Protagonizó Star! y Darling Lili, y apareció en algunas películas dirigidas por su segundo marido, Blake Edwards, como 10, la mujer perfecta, (S.O.B.) Sois honrados bandidos y Victor Victoria —película que fue un gran éxito y le dio un Globo de Oro a la mejor actriz de comedia/musical, y una nueva nominación al Premio Óscar en 1982, y para muchos fue su mejor actuación—.

### 1983–1998:Victor Victoriay papeles en televisión
En 1983, Andrews fue elegida Mujer del Año de Hasty Pudding por la Sociedad Teatral de la Universidad de Harvard. Ese año, coprotagonizó con Burt Reynolds El hombre que amó a las mujeres. Sus siguientes dos películas fueron ¡Así es la vida! y Duet for One (ambas de 1986), que le valieron nominaciones al Globo de Oro. 
El 23 de agosto de 1986, Julie Andrews fue invitada por el tenor español Plácido Domingo a su concierto Plácido y sus amigos en el Amphitheater de los Ángeles, para recaudar fondos por el terremoto de México de 1985, donde también participó Frank Sinatra, John Denver y el grupo Pandora de México. En diciembre de 1987, Andrews protagonizó un especial navideño de ABC, Julie Andrews: The Sound Of Christmas, que ganó cinco premios Primetime Emmy. Dos años más tarde, se reunió por tercera vez con Carol Burnett para un especial de variedades que se emitió en ABC en diciembre de 1989.
En 1991, Andrews hizo su debut dramático en televisión en la película de ABC hecha para televisión, Our Sons, coprotagonizada por Ann-Margret. Andrews fue nombrado Leyenda de Disney ese mismo año. En el verano de 1992, Andrews protagonizó su primera comedia televisiva; La efímera Julie se emitió en ABC durante sólo siete episodios y fue coprotagonizada por James Farentino. En diciembre de 1992, presentó el especial navideño de NBC, Christmas In Washington.
En 1993, protagonizó una serie limitada en el Manhattan Theatre Club en el estreno estadounidense de la revista de Stephen Sondheim, Putting It Together. Entre 1994 y 1995, Andrews grabó dos álbumes en solitario: el primero rindió homenaje a la música de Richard Rodgers y el segundo rindió homenaje a las palabras de Alan Jay Lerner. En 1995, protagonizó la versión musical teatral de Victor/Victoria. Fue su primera aparición en un espectáculo de Broadway en 35 años. Inaugurada en Broadway el 25 de octubre de 1995 en el Marquis Theatre, más tarde emprendió una gira mundial. En una entrevista a la revista Selecciones del Reader's Digest, Andrews comentó que no volvía a los escenarios para cantar debido a que en 1998 fue operada de un problema en la laringe.

### 2001–presente:The Princess Diariesy actriz de culto

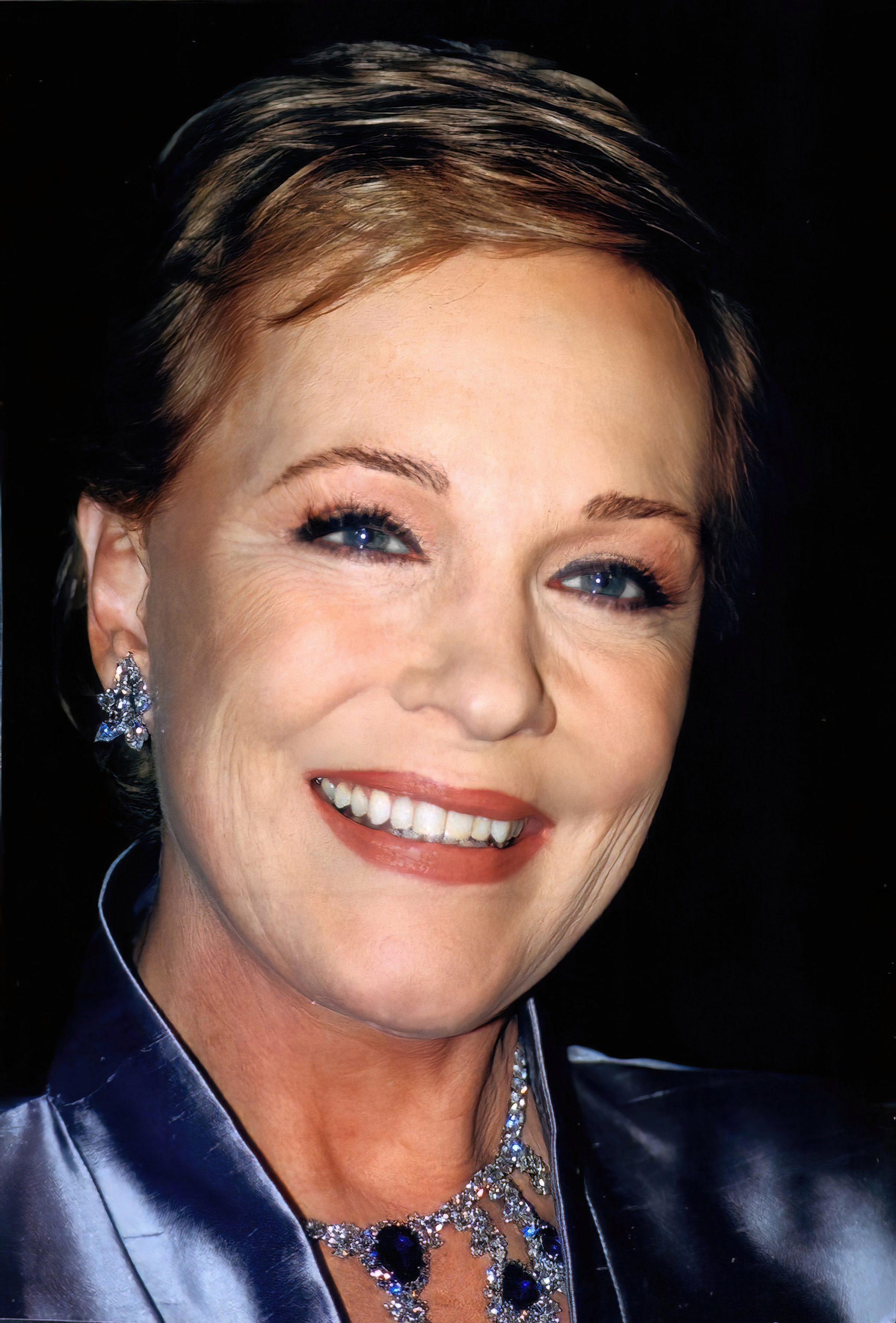
Andrews caracterizada como Reina Clarisse Marie Renaldi en la película The Princess Diaries (2001)

Con el cambio de siglo, la actriz protagonizó junto a Anne Hathaway la película The Princess Diaries (2001) y su secuela The princess diaries 2: Royal engagement (2004) (Princesa por sorpresa 2 / El diario de la princesa 2). Las películas se convirtieron en grandes éxitos de taquilla y volvieron a lanzar la carrera de Andrews. En el mismo año, se reunió con su coprotagonista de La Sound of Music Christopher Plummer en una presentación televisiva en vivo de On Golden Pond. (una adaptación de la obra de teatro de 1979 On Golden Pond)
Andrews continuó su asociación con Disney cuando apareció como niñera en dos películas para televisión basadas en los libros de Eloise, una serie de libros infantiles de Kay Thompson sobre un niño que vive en el Hotel Plaza de la ciudad de Nueva York. Eloise at the Plaza se estrenó en abril de 2003 y Eloise at Christmastime se transmitió en noviembre de 2003; Andrews fue nominada por dicho papel a un premio Emmy. En 2004 prestó su voz para el personaje de la reina Lillian en la película Shrek 2, secuela del gran éxito comercial de 2001.
En 2007, prestó su voz para ser la narradora de la película, Enchanted, una película en acción real en forma de película musical recogiendo un homenaje a las películas de Disney. Andrews, publicó sus memorias, un año más tarde, titulada Home: A Memoir of My Early Years, subtitulada como una "primera parte" de su autobiografía, publicada el 1 de abril de 2008. En enero de 2009, Andrews fue incluida por la revista The Times dentro de las diez mejores actrices británicas de todos los tiempos, lista que también incluyó a Helen Mirren, Helena Bonham Carter, Judi Dench, o Audrey Hepburn.
El 9 de julio de 2010 se estrenó la pelíucla de animación, Despicable Me, donde Andrews prestó su voz a Marlena Gru, la desconsiderada y desgarradora madre del personaje principal Gru. En noviembre, se publicó su libro, Little Bo in Italy. En febrero de 2011, Andrews recibió el premio Grammy a la carrera aritiística, en inglés: Grammy Lifetime Achievement Award y, con su hija Emma, un Grammy al mejor álbum hablado para niños (por A Collection of Poems, Songs and Lullabies), en la 53.ª edición de los premios Grammy.

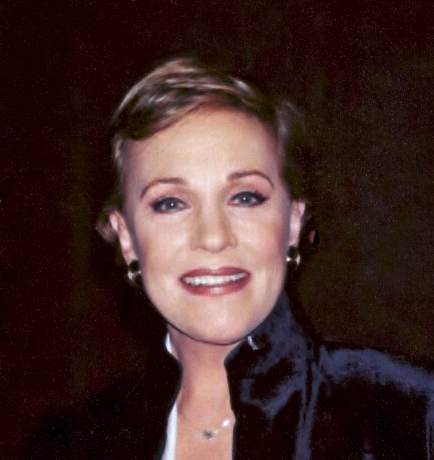
Julie Andrews en 2003.

En 2016, Andrews creó la serie de televisión para Netflix, Julie's Greenroom con su hija, Emma Walton Hamilton y Judy Rothman. En octubre de 2018, aclaró su rechazo a la participación en el Re-Make  Mary Poppins Returns argumentando textualmente : «Este es el show de Emily y realmente quiero que sea así. No deseo que sea algo tipo: 'Oh, ahí viene Mary Poppins' No quiero eso. Realmente quiero que ella tome esto y corra con él, porque estará brillante» alegó.
A partir de diciembre de 2020, Andrews prestó su voz a la narradora Lady Whistledown en la serie dramática de época de Netflix Bridgerton. En 2022, Andrews narró la película The King's Daughter, aunque grabó su narración en 2020. En el mismo año, repitió su papel de madre de Gru en Minions: The Rise of Gru.
En abril de 2023, Andrews participó en el especial en horario estelar de NBC Carol Burnett: 90 Years of Laughter + Love, donde rindió homenaje a su amiga Carol Burnett. El mismo año, también hizo una aparición grabada en el especial de CBS, en horario estelar, Dick Van Dyke: 98 Years of Magic en el que contó la historia de su trabajo junto a Van Dyke en la película de 1964 Mary Poppins.

## Vida personal
Andrews se casó con el escenógrafo Tony Walton el 10 de mayo de 1959 en Weybridge, Surrey. Se conocieron en 1948, cuando Andrews aparecía en el Casino de Londres en el programa Humpty Dumpty. En 1962 nació su hija, Emma Walton Hamilton. Se divorciaron en 1968.
En noviembre de 1969, Andrews se casó con el director Blake Edwards, de quien había sido su compañera durante al menos dos años, convirtiéndose en madrastra de sus hijos, Jennifer y Geoffrey. En la década de 1970, Edwards y Andrews adoptaron dos hijas vietnamitas, Amy (más tarde conocida como Amelia) Leigh y Joanna Lynne. Estuvieron casados durante 41 años, hasta la muerte de Edwards a la edad de 88 años el 16 de diciembre de 2010 en el centro de salud Saint John's en Santa Mónica, California, debido a complicaciones de neumonía. Andrews estaba al lado de su marido cuando éste murió.
En la actualidad reside en la ciudad de Guildford, condado de Surrey al sur de Inglaterra y en Sag Harbor, Nueva York.

### Problemas de salud
Andrews se vio obligada a abandonar la producción teatral de Victor/Victoria hacia el final de su carrera en Broadway en 1997, cuando desarrolló ronquera en su voz. Posteriormente se sometió a una cirugía en el Hospital Mount Sinai de Nueva York, aunque más tarde afirmó que la ronquera se debía a "un cierto tipo de estriación muscular [que] ocurre en las cuerdas vocales". — agregó: "No tuve cáncer, no tuve nódulos, no tuve nada".  Salió de la cirugía con un daño permanente que destruyó la pureza de su canto e hizo que su voz al hablar fuera ronca.
En 1999, presentó una demanda por negligencia contra los médicos del Hospital Mount Sinai, incluidos Scott Kessler y Jeffrey Libin, que le habían operado la garganta. Originalmente, los médicos le aseguraron a Andrews que debería recuperar su voz dentro de seis semanas, pero la hijastra de Andrews, Jennifer Edwards, dijo en 1999: "Han pasado dos años y [su voz para cantar] todavía no ha regresado". La demanda se resolvió en septiembre de 2000 pero no fue revelada. Posteriormente, a partir del año 2000, Steven M. Zeitels, director del Centro de Cirugía Laríngea y Rehabilitación de la Voz del Hospital General de Massachusetts (MGH), la operó cuatro veces y, aunque pudo mejorar su voz al hablar, no pudo recuperar su canto.

## Voz y estilo

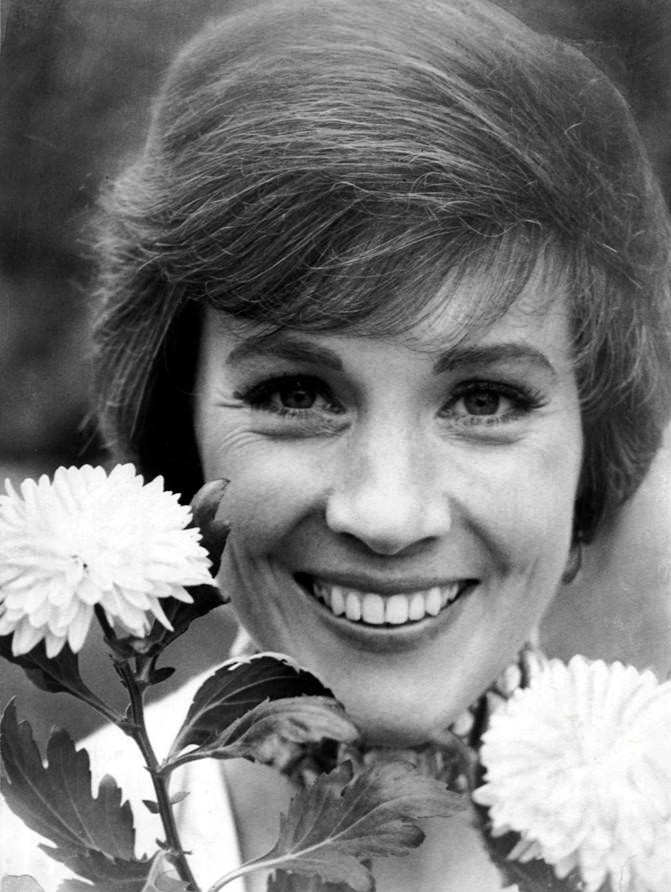
Julie Andrews en el especial televisivo A world of love (1970).

Andrews fue denominada "la prima donna más joven de Gran Bretaña",  al comienzo proyectaba una voz de soprano de formación clásica, alabada por su sonido "puro y claro". Cuando era joven, sus padres llevaron a Andrews para que la examinara un especialista en garganta, y el médico concluyó que tenía "una laringe casi adulta". A pesar del continuo estímulo para dedicarse a la ópera por parte de su profesora de canto, la soprano inglesa Lilian Stiles-Allen y la propia Andrews sintió que su voz no era adecuada para el género y era "demasiado exagerada". En ese momento, Andrews describió su propia voz como "extremadamente alta y delgada", sintiendo que carecía de "las agallas y el peso necesarios para la ópera", prefiriendo el teatro musical.

## Filmografía
Según el sitio web de agregación de reseñas Rotten Tomatoes, que asigna puntajes de películas según las críticas y la recepción del público, algunas de las películas de Smith con mayor puntaje incluyen: Victor Victoria (1982), Mary Poppins (1964), La americanización de Emily (1964), Millie, una chica moderna (1967) o (SOB) Sois honrados bandidos (1981). Sus películas más exitosas financieramente incluyen:  Aquaman (2018), Despicable Me 3 (2017), Shrek the Third (2007), Enchanted (2007), Shrek 2 (2004), The Sound of Music (1965) o The Princess Diaries (2001).

## Premios y nominaciones
A lo largo de su carrera, Andrews, ha recibido numerosos premios y reconocimientos como un Premio Óscar, un Premio BAFTA, seis Premios Globo de Oro, tres Premios Grammy y dos Premios Primetime Emmy. También ha sido nominada hasta en tres ocasiones a los Premios Tony. Además, ha recibido varios títulos académicos honoríficos de varias universidades, en doctorado en bellas artes por la Universidad de Maryland y Universidad de Yale; y en doctorado en las letras por la Universidad de Stony Brook.

## Libros
Andrews ha publicado libros con su nombre y con los seudónimos Julie Andrews Edwards y Julie Edwards.
Autobiografías
- Andrews, Julie. Home: A Memoir of My Early Years (2008) Hyperion ISBN 0786865652
- Andrews, Julie y Emma Walton Hamilton. Home Work: A Memoir of My Hollywood Years (2019) Hachette ISBN 9780316349253.

Libros para niños
- Edwards, Julie Andrews (autora) y Johanna Westerman (ilustradora). Mandy. HarperTrophy 1989. ISBN 0064402967.
- Edwards, Julie. The Last of the Really Great Whangdoodles. Nueva York: Harper and Row. 1974. ISBN 000184461X.
- Edwards, Julie Andrews. Little Bo: The Story of Bonnie Boadicea. Hyperion, 1999. ISBN 0-7868-0514-5. (varios otros en esta serie.).
- Edwards, Julie Andrews y Emma Walton Hamilton. Dumpy the Dumptruck. Hyperion, 2000. ISBN 0-7868-0609-5. (varios otros en la serie Dumpy.).
- Edwards, Julie Andrews y Emma Walton Hamilton (autoras). Gennady Spirin (ilustrador). Simeon's Gift. 2003. ISBN 0-06-008914-8.
- Edwards, Julie Andrews y Emma Walton Hamilton. Dragon: Hound of Honor. HarperTrophy, 2005. ISBN 0-06-057121-7.
- Edwards, Julie Andrews y Emma Walton Hamilton (autoras) y Tony Walton (ilustrador). The Great American Mousical. HarperTrophy, 2006. ISBN 0-06-057918-8.
- Edwards, Julie Andrews y Emma Walton Hamilton.Thanks to You: Wisdom from Mother and Child. Julie Andrews Collection, 2007. ISBN 0061240028.
- Andrews, Julie. Home: A Memoir of My Early Years at Internet Archive. Hyperion, 2008
- Andrews, Julie y Emma Walton Hamilton (autoras) y James McMullan (Ilustrador). Julie Andrews' Collection of Poems, Songs, and Lullabies (2009) Little Brown ISBN 978-0-316-04049-5.
- Andrews, Julie y Emma Walton Hamilton (autoras) y Christine Davenier (Ilustrador). Very Fairy Princess (2010) Little Brown ISBN 978-0-316-04050-1.